# جائزة إيسبي لأفضل رياضية بارالمبية
جائزة التميز في الأداء الرياضي سنويا لأفضل رياضية من ذوي الاتياجات الخاصة هي جائزة سنوية تكرم أفضل امرأة رياضية من ذوي الاحتياجات الخاصة. أُسسِّت هذه الجائزة بمساعدة ايلي وولف، أحد المدافعين عن حقوق ذوي الاحتياجات الخاصة ولاعب كرة القدم بارالمبي أمريكي سابق يُقدم كأس في الجائزة وهو من تصميم النحات لورانس نوولان،  لأفصل الرياضيات من ذوي الاحتياجات الخاصة في حفل توزيع جوائز ESPY السنوي في لوس أنجلوس. مُنحت جائزة ESPY لأفضل رياضية من ذوي الاحتياجات الخاصة لأول مرة كجزء من جوائز ESPY في عام 2005، بعد أن منحت جائزة ESPY لأفضل الرياضيين من ذوي الاحتياجات الخاصة غير محددة الجنس، وكان جميع الفائزين بها في السنوات الثلاث السابقة من الذكور. يُرشح ثلاثة إلى خمسة منافسين، تقوم باختيارهم لجنة الترشيح الخاصة بـ ESPN والتي تتكون من لجنة من الخبراء، ثم يُجرى التصويت على الجائزة من قبل المشجعين عبر الإنترنت. تُمنح الجائزة في شهر يوليو لتعكس الأداء والإنجازات خلال الأشهر الاثني عشر السابقة.
كانت الفائزة الأولى بجائزة ESPY لأفضل رياضية من ذوي الاحتياجات الخاصة السباحة الأمريكية إيرين بوبوفيتش سنة 2005، والتي تعاني من نقص التعظم الغظروفي. فازت بسبع ميداليات ذهبية في دورة الألعاب البارالمبية الصيفية 2004 في أثينا. وهي واحدة من ضمن الأشخاص الفائزين بجائزة ESPY لأفضل رياضية من ذوي الاحتياجات الخاصة أكثر من مرة، وفازت بها مرة أخرى في عام 2009. حققت زميلتها جيسيكا لونج أكبر عدد من الانتصارات مقارنة بأي رياضية أخرى، حيث حصلت على الجائزة ESPY أربع مرات في كل من عام 2007 و2012 و2013 و2022، مع ترشيح آخر في جوائز ESPY لعام 2009،  في حين رُشحت المتزلجة أوكسانا ماسترز أكبر عدد من المرات (ثماني مرات) دون الفوز. كانت معظم الجوائز من نصيب السباحات برصيد تسعة انتصارات و13 ترشيحًا، تليهم متسابقات الترياثلون برصيد ثلاثة انتصارات وتسع ترشيحات. لم تُمنح الجوائز في عام 2020 بسبب جائحة كوفيد-19. حاملة اللقب الحالية هي السباحة البارالمبية الأمريكية جيسيكا لونغ بعد الإعلان عن فوزها في حفل جوائز ESPY لعام 2022.
ُ

## الفائزون والمرشحون
| * | تُشير إلى الرياضي الذي سُحب ترشيحه. |

| السنة | الصورة | الرياضي                             | الجنسية                             | الرياضة                             | المترشحون | المراجع       |
| ----- | --- | ----------------------------------- | ----------------------------------- | ----------------------------------- | --- | ------------- |
| 2005  | – | إيرين بوبوفيتش                      | الولايات المتحدة                    | السباحة                             | شيري بلاويت ( USA) – سباق الكراسي المتحركة · كاتي كومبتون ( USA) – ركوب الدراجات · كاريسا ويتسيل ( USA) – ركوب الدراجات                                                                                | [ 13 ] [ 14 ] |
| 2006  | Sarah Reinersten wearing blue-tinted sunglasses on top of her head and smiling widely                                 | سارة راينرتسن                       | الولايات المتحدة                    | الترياثلون                          | راشيل سكودريس ( USA) – سباقات زلاجات الكلاب ‏ · لوري ستيفنز ( USA) – التزلج الألبي لذوي الاحتياجات الخاصة                                                                                               | [ 15 ] [ 16 ] |
| 2007  | Television screenshot of Jessica Long wearing a purple T-shirt                                                        | جيسيكا لونج                         | الولايات المتحدة                    | السباحة                             | إيمي بالميرو وينترز ( USA) – رياضة الترياثون · إستر بيرجير ( NED) – تنس الكراسي المتحركة · ستيفاني فيكتور ( USA) – التزلج الألبي لذوي الاحتياجات الخاصة                                                | [ 17 ] [ 18 ] |
| 2008  | – | شاي أوبيرج                          | الولايات المتحدة                    | كرة لينة                            | باتي سيسنيروس ( USA) – كرة السلة على الكراسي المتحركة · جيسيكا غالي ( USA) – سباق الكراسي المتحركة · سوزان بيث سكوت ( USA) – السباحة                                                                   | [ 19 ] [ 20 ] |
| 2009  | – | إيرين بوبوفيتش                      | الولايات المتحدة                    | السباحة                             | جيسيكا لونغ ( USA) – السباحة · مورين ماكينون تاكر ( USA) – الإبحار باليخوت · آسيا ميلر ( USA) – كرة الهدف                                                                                              | [ 21 ] [ 22 ] |
| 2010  | – | إيمي بالميرو وينترز                 | الولايات المتحدة                    | رياضة الترياثلون                    | لينيا دوهرينج ( USA) – جمباز · آلانا نيكولز ( USA) – كرة السلة على الكراسي المتحركة · ستيفاني فيكتور ( USA) – التزلج الألبي لذوي الاحتياجات الخاصة                                                     | [ 23 ]        |
| 2011  | Mallory Weggemann smiling at the camera                                                                               | مالوري ويجمان                       | الولايات المتحدة                    | السباحة                             | أليسون جونز ( USA) – ركوب الدرجات · تاتيانا مكفادين ( USA) – سباق الكراسي المتحركة · آلانا نيكولز ( USA) – التزلج الألبي لذوي الاحتياجات الخاصة · ميليسا ستوكويل ( USA) – رياضة الترياثلون             | [ 24 ] [ 25 ] |
| 2012  | Television screenshot of Jessica Long being interviewed                                                               | جيسيكا لونغ                         | الولايات المتحدة                    | السباحة                             | تشيلسي ماكلامر ( USA) – ألعاب القوى البارالمبية · تاتيانا مكفادين USA) – سباق الكراسي المتحركة · آلانا نيكولز ( USA) – التزلج الألبي لذوي الاحتياجات الخاصة · ميليسا ستوكويل ( USA) – رياضة الترياثلون | [ 26 ] [ 27 ] |
| 2013  | Jessica Long wearing black swimming googles and a purple costume                                                      | جيسيكا لونغ                         | الولايات المتحدة                    | السباحة                             | فيكتوريا أرلين ( USA) – السباحة · ماريانا ديفيس ( USA) – ركوب الدراجات · تاتيانا مكفادين ( USA) – سباق الكراسي المتحركة · شيرلي رايلي ( USA) – سباق الكراسي المتحركة                                   | [ 28 ] [ 29 ] |
| 2014  | – | جيمي ويتمور                         | الولايات المتحدة                    | ركوب الدرجات                        | ميندا دينتلر ( USA) – رياضة الترياثلون · أوكسانا ماسترز ( USA) – التزلج الريفي البارالمبي · تاتيانا مكفادين ( USA) – سباق الكراسي المتحركة · لوري ستيفنز ( USA) – التزلج الألبي لذوي الاحتياجات الخاصة | [ 30 ] [ 31 ] |
| 2015  | – | ريبيكا مايرز                        | الولايات المتحدة                    | السباحة                             | كيندال جريتش ( USA) – رياضة الترياثلون · أوكسانا ماسترز ( USA) – التزلج الريفي البارالمبي · تاتيانا مكفادين ( USA) – سباق الكراسي المتحركة · جريتا نيماناس ( USA) – ركوب الدرجات                       | [ 32 ] [ 33 ] |
| 2016  | Tatyana McFadden competing in a wheelchair racing event                                                               | تاتيانا ماكفادن                     | الولايات المتحدة                    | سباق الكراسي المتحركة               | هيثر إريكسون ( USA) – كرة الطائرة · بيثاني هاملتون* ( USA) – ركمجة · أوكسانا ماسترز ( USA) – التزلج الريفي البارالمبي · شون موريلي ( USA) – ركوب الدرجات                                               | [ 35 ] [ 36 ] |
| 2017  | – | ريبيكا مايرز                        | الولايات المتحدة                    | السباحة                             | أوكسانا ماسترز ( USA) – التزلج الريفي البارالمبي · تاتيانا مكفادين ( USA) – سباق الكراسي المتحركة · شون موريلي ( USA) – ركوب الدرجات · غريس نورمان ( USA) – رياضة الترياثلون                           | [ 37 ] [ 38 ] |
| 2018  | – | برينا هاكابي                        | الولايات المتحدة                    | تزلج بلوح الثلج                     | كيندال جريتش ( USA) – التزلج الريفي البارالمبي · أوكسانا ماسترز ( USA) – التزلج الريفي البارالمبي · تاتيانا مكفادين ( USA) – سباق الكراسي المتحركة                                                     | [ 39 ] [ 40 ] |
| 2019  | A woman in a swimsuit displays a large banner in a bright, sunny environment, celebrating victory in a sporting event | أليسا سيلي                          | الولايات المتحدة                    | رياضة الترياثون                     | أوكسانا ماسترز ( USA) – التزلج الريفي البارالمبي · تاتيانا مكفادين ( USA) – سباق الكراسي المتحركة · شون موريلي ( USA) – ركوب الدراجات                                                                  | [ 41 ] [ 42 ] |
| 2020  | لم تُمنح الجائزة بسبب جائحة كوفيد-19                                                                                   | لم تُمنح الجائزة بسبب جائحة كوفيد-19 | لم تُمنح الجائزة بسبب جائحة كوفيد-19 | لم تُمنح الجائزة بسبب جائحة كوفيد-19 | لم تُمنح الجائزة بسبب جائحة كوفيد-19 | [ 11 ]        |
| 2021  | – | ريبيكا موراي                        | الولايات المتحدة                    | كرة السلة على الكراسي المتحركة      | سامانثا بوسكو ( USA) – ركوب الدراجات · أوكسانا ماسترز ( USA) – ركوب الدراجات · ليان سميث ( USA) – السباحة                                                                                              | [ 43 ] [ 44 ] |
| 2022  | Jessica Long with her right arm under her blonde hair                                                                 | جيسيكا لونغ                         | الولايات المتحدة                    | السباحة                             | أوكسانا ماسترز ( USA) – البارا بايثلون/ركوب الدراجات · برينا هاكابي ( USA) – تزلج بلوح الثلج · كيت وارد ( USA) – كرة القدم البارالمبية                                                                 | [ 45 ] [ 46 ] |

## الإحصائيات
| الإسم               | الفائزون | الترشيحات |
| ------------------- | -------- | --------- |
| جيسيكا لونج         | 4        | 5         |
| ريبيكا مايرز        | 2        | 2         |
| إيرين بوبوفيتش      | 2        | 2         |
| تاتيانا ماكفادن     | 1        | 9         |
| إيمي بالميرو وينترز | 1        | 2         |
| أوكسانا ماسترز      | 0        | 8         |
| آلانا نيكولز        | 0        | 3         |
| شون موريللي         | 0        | 2         |
| لوري ستيفنز         | 0        | 2         |
| ميليسا ستوكويل      | 0        | 2         |
| ستيفاني فيكتور      | 0        | 2         |

| الرياضة                              | الفائزون | المرشحون |
| ------------------------------------ | -------- | -------- |
| سباحة                                | 9        | 13       |
| الترياثلون                           | 3        | 9        |
| سباق الكراسي المتحركة                | 1        | 12       |
| ركوب الدراجات                        | 1        | 13       |
| كرة السلة على الكراسي المتحركة       | 1        | 2        |
| تزلج بلوح الثلج                      | 1        | 2        |
| كرة لينة                             | 1        | 0        |
| التزلج الألبي لذوي الاحتياجات الخاصة | 0        | 6        |
| التزلج الريفي البارالمبي             | 0        | 7        |
| البارا بايثلون                       | 0        | 1        |
| كرة الهدف                            | 0        | 1        |
| جمباز                                | 0        | 1        |
| سباقات زلاجات الكلاب ‏                | 0        | 1        |
| كرة الهدف                            | 0        | 1        |
| سباقات المضمار والميدان              | 0        | 1        |
| الكرة الطائرة بوضعية الجلوس          | 0        | 1        |
| الإبحار باليخوت                      | 0        | 1        |

## الملاحظات
1. ↑   صرحت هاملتون لقناة سيفن نيوز في نوفمبر 2016 أنها طلبت سحب ترشيحها بسبب صياغته لأنها ترى نفسها قابلة للتكيف وليس كمعاقة.[34]

## الروابط الخارجية
- الموقع الرسمي